# Alar Karis

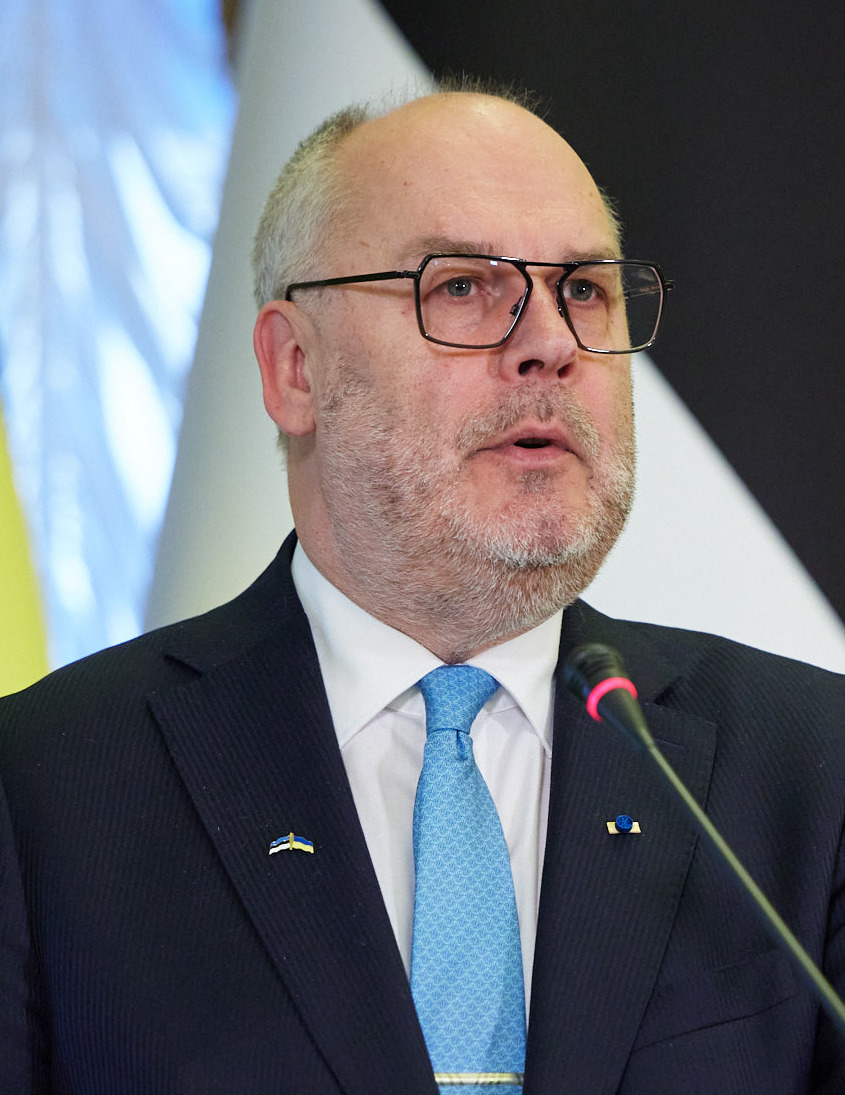
Alar Karis (2022)

Alar Karis (* 26. März 1958 in Tartu, Estnische SSR) ist ein estnischer Biologe und parteiloser Politiker. Er wurde am 31. August 2021 zum 6. Staatspräsidenten der Republik Estland gewählt. Karis trat sein Amt am 11. Oktober an.
Zuvor war er Professor für Entwicklungsbiologie an der Universität Tartu, von 2007 bis 2012 deren Rektor, von 2013 bis 2018 Präsident des estnischen Rechnungshofes und von 2018 bis 2021 Direktor des Estnischen Nationalmuseums.

## Ausbildung
Alar Karis besuchte von 1965 bis 1976 die 2. Oberschule in Tartu (das heutige Miina Härma Gümnaasium). Von 1976 bis 1981 studierte er Veterinärmedizin an der Estnischen Agrarakademie (Eesti Põllumajanduse Akadeemia). Die Akademie der Wissenschaften der Weißrussischen SSR verlieh ihm 1987 den Kandidatentitel (entspricht einer Promotion) in Veterinärmedizin mit Schwerpunkt auf Parasitologie.

## Wissenschaftliche Karriere

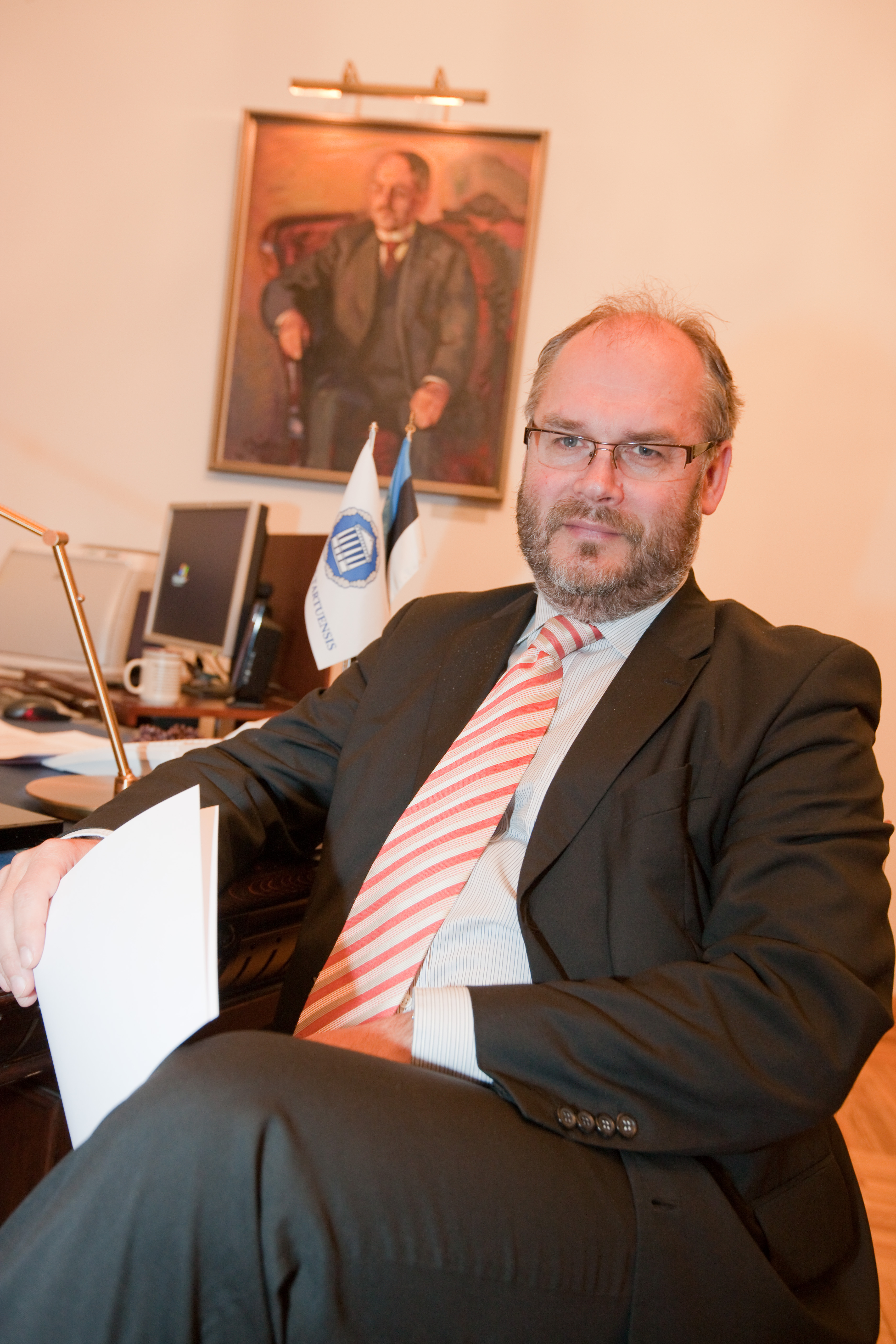
Karis im Jahr 2008 als Rektor der Universität Tartu

Von 1981 bis 1987 war Karis wissenschaftlicher Mitarbeiter am Estnischen Tierzucht- und Veterinärinstitut (Eesti Loomakasvatuse ja Veterinaaria Instituut). Von 1987 bis 1992 arbeitete er am Estnischen Biozentrum der Estnischen Akademie der Wissenschaften.
In den 1990er Jahren, nach Wiedererlangung der estnischen Unabhängigkeit von der Sowjetunion, führten ihn seine wissenschaftlichen Aufenthalte ins Ausland, insbesondere an die Universität Hamburg (1991), das National Institute for Medical Research bei London (1992/93) und die Erasmus-Universität Rotterdam (1993 bis 1998). Der Fokus seiner wissenschaftlichen Arbeit liegt seither auf der Molekulargenetik. Von 1996 bis 1999 war Karis als wissenschaftlicher Mitarbeiter am Institut für Molekular- und Zellbiologie bzw. am Technologiezentrum der Universität Tartu tätig. 1999 übernahm er dort den Lehrstuhl für Zoologie.
Von 2003 bis 2007 war Karis Rektor der Estnischen Universität der Umweltwissenschaften (Eesti Maaülikool) in Tartu. Von 2005 bis 2010 war Karis außerordentlicher Professor, anschließend bis 2018 ordentlicher Professor für Entwicklungsbiologie an der Universität Tartu. 2007 wurde Karis zum Rektor der Universität Tartu gewählt, seine Amtszeit endete im Juni 2012.

## Rechnungshofpräsident und Museumsdirektor
Von 2013 bis 2018 war Karis Präsident des estnischen Rechnungshofs (Riigikontrolör).
Seit April 2018 ist er Direktor des Estnischen Nationalmuseums in Tartu.

## Präsidentschaftswahl 2021
Die amtierende Regierungskoalition aus Reformpartei und Zentrumspartei einigte sich nach langen Beratungen am 22. August 2021, Karis für die Wahl zum neuen Staatspräsidenten vorzuschlagen. Im ersten Wahlgang am 30. August erhielt Karis, einziger Kandidat, in der geheimen Abstimmung im estnischen Parlament (Riigikogu) nicht die erforderliche Zweidrittelmehrheit. Daher erfolgte am 31. August ein zweiter Wahlgang. Dabei erhielt Karis mit 72 Stimmen die notwendige Mehrheit und wurde zum Nachfolger von Kersti Kaljulaid als Staatspräsident der Republik Estland gewählt. Am 11. Oktober 2021 wurde er vereidigt.

## Privatleben
Alar Karis ist seit 1977 mit der Historikerin Sirje Karis (geb. Jädal, * 1956) verheiratet. Sie war Direktorin des Estnischen Geschichtsmuseums und leitet seit 2018 das Stadtmuseum in Tartu. Das Paar hat drei erwachsene Kinder.